# Ihor Chevtchenko
Ihor Chevtchenko  est un juriste et homme politique ukrainien.
Il est ministre du gouvernement Iatseniouk II et candidat à l'élection présidentielle ukrainienne de 2019.

## Biographie
Il est étudiant à l'université nationale Taras-Chevtchenko de Kiev en 1992 puis à l'Institut universitaire européen en 1995 et à l'université de droit du Minnesota.
En octobre 2015, il se présente à l'élection municipale à Bilhorod-Dnistrovskyï (oblast d'Odessa) comme indépendant et arrive second.